# Afrim Tovërlani
Afrim Tovërlani (ur. 17 stycznia 1967 w Prisztinie) – jugosłowiański i kosowski piłkarz oraz trener piłkarski, w 1993 roku reprezentant Kosowa.